# Загони народної оборони
Загони народної оборони (курд. Yekîneyên Parastina Gel, араб. وحدات حماية الشعب, Wihdat Himayah ash-Sha'ab), відомі під абревіатурою YPG — національна армія Сирійського Курдистану. Група зайняла оборонну позицію, ведучи боротьбу проти всіх інших груп — учасниць Громадянської війни в Сирії, що намагаються діяти на територіях, заселених курдами. Групу заснувала Курдська Партія Демократичний союз (PYD) та Курдський верховний комітет (DBK) після зіткнень 2004 року в Камишли, проте вона була неактивною до початку Громадянської війни в Сирії. Своєю метою група декларує підтримку порядку та захист життів громадян курдських поселень.
До складу YPG входять чоловіки та жінки з різних громад курдського регіону Сирії. YPG представляє себе як демократичну народу армію і проводить внутрішні вибори як метод призначення офіцерів. При переважній кількості курдів, до групи входить також значна кількість арабів, включно з противниками основної сирійської опозиції та місцевими зі змішаних або арабських сіл з територій, що перебувають під контролем YPG. Крім того в YPG бере участь певна кількість некурдів-християн, а сама група має тісні зв'язки з ассирійською міліцією Суторо та Ассирійською військовою радою.
В кінці липня 2012 року Загони народної оборони вибили урядові сили безпеки з міста Кобане (Айн-аль-Араб) і перейняли контроль над Амудою та Ефріном. Згодом виник конфлікт між YPG та сирійськими ісламістами, що переріс у збройне протистояння YPG із Ісламською Державою, у якому Загони народної оборони співпрацюють із Вільною сирійською армією.

## Див. також

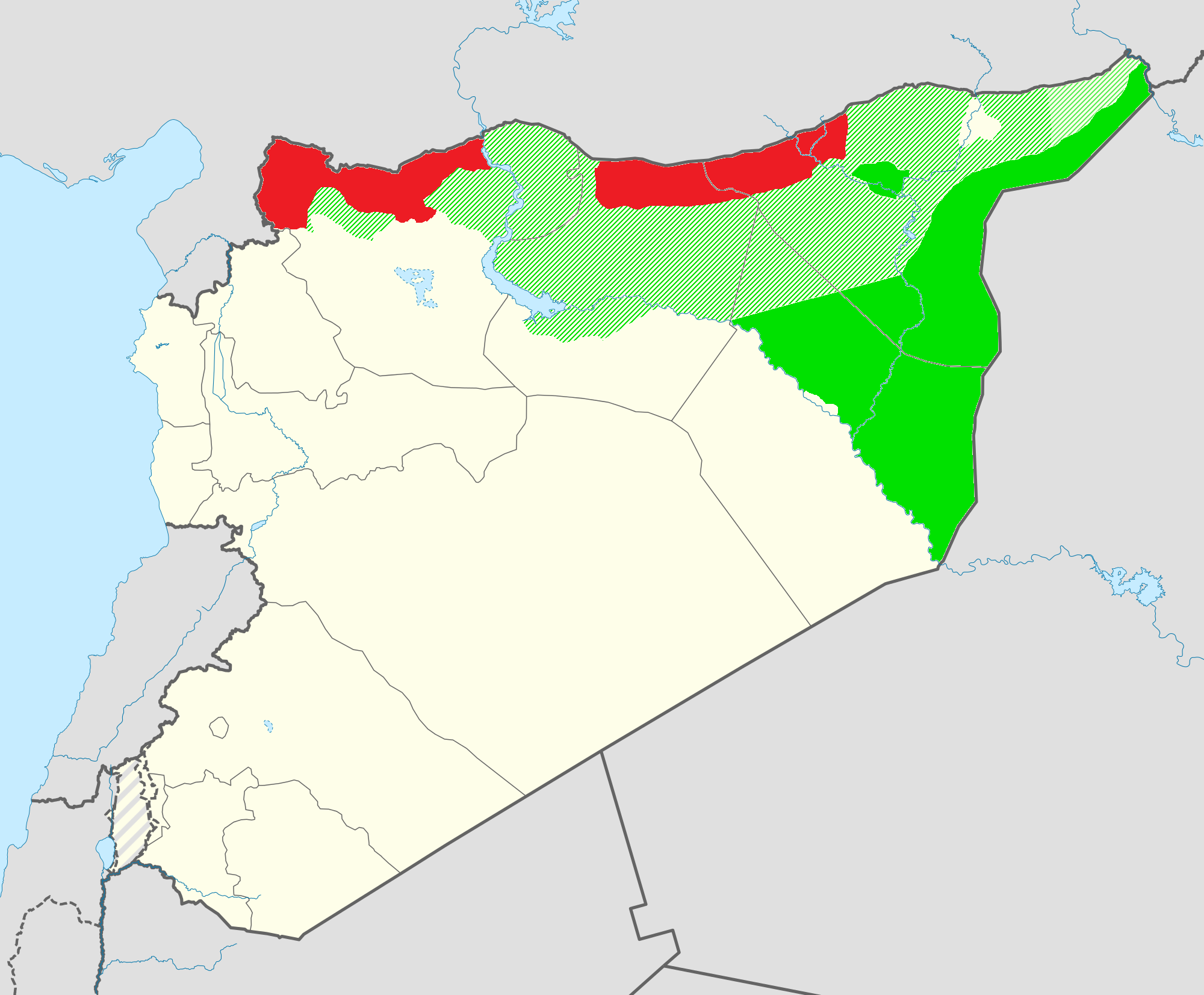
Території під курдським контролем (зелений), спільні території (світло-зелений), захоплені Туреччиною (червоний)